# レヒ川の戦い
レヒ川の戦い（レヒがわのたたかい, Schlacht bei Rain am Lech）とは、三十年戦争における1632年4月15日（旧暦4月5日）のドイツ・レヒ川における戦いである。グスタフ2世アドルフ率いるスウェーデン軍及びプロテスタント諸侯の連合軍とティリー伯ヨハン・セルクラエス率いる神聖ローマ帝国軍が交戦し、スウェーデン軍が勝利した。この戦いでティリー伯は負傷、後に死亡した。

## 概要
1631年9月17日、ライプツィヒの北方、ブライテンフェルトでティリー伯率いる皇帝軍を撃退したスウェーデン軍は、バイエルンへと転じマインツで陣を張った。ここでグスタフ・アドルフはプロテスタント諸侯と同盟を結び、瞬く間に兵力は10万に達した。翌1632年にティリー伯の攻撃を受けたが、スウェーデン軍はこれを蹴散らし、敗走する皇帝軍を追撃する。そして、4月にレヒ川河畔で皇帝軍を捕捉した。
4月15日、グスタフ・アドルフは攻撃を命令し両軍は戦闘状態に入った。ここで、グスタフ・アドルフは自陣の河岸が敵陣より高いのに目を付け、百門の大砲で敵陣を狙い撃たせた。ティリー伯は序盤の戦闘で負傷し、後方へと運ばれた。指揮はアルドリンガーが引き継いだがまもなく彼も負傷し、バイエルン公マクシミリアン1世が指揮を執らざるを得なくなった。
その最中、大砲と煙幕に援護されたフィンランド兵がレヒ川の強行渡河に成功し、皇帝軍に強襲を仕掛けた。皇帝軍は相次ぐ高級将校の負傷で指揮系統に不備が生じており、この攻撃を支えきれなくなった。さらにスウェーデン軍の本隊が渡河してきたため、マクシミリアン1世は撤退を命令、皇帝軍は総崩れとなった。ティリー伯はインゴルシュタットに運ばれたが傷は重く、回復することなく4月30日に死亡した。
この戦闘で、皇帝軍は壊滅的な損害を被った。何よりティリー伯の戦死が響き、カトリック側は窮地に陥った。神聖ローマ皇帝フェルディナント2世は狼狽し、罷免したヴァレンシュタインに復職を要請した。ヴァレンシュタインは、自前の傭兵軍にバイエルン軍を加えて戦線に復帰した。グスタフ・アドルフ率いるプロテスタント連合軍はバイエルンへ向かい、そこでヴァレンシュタインと対峙することになる。